# Como la cigarra
«Como la cigarra» es una canción escrita y compuesta por la argentina María Elena Walsh. La canción fue publicada por primera vez en 1973 y se convirtió en un himno emblemático por la democracia y la libertad. La pieza se ha asociado también a la interpretación realizada por Mercedes Sosa, quien la grabó por primera vez en 1978.

## Contexto histórico
En la época de 1970, en Argentina, había un ambiente convulso marcado por la tragedia. En 1973 terminó la intervención de los militares en el poder, debido a la presión de la movilización peronista. Lanusse tuvo que dejar el gobierno y regresó el voto libre.
Es en este contexto que aparece el álbum Como la cigarra. El 11 de marzo ganó las elecciones Cámpora y el 23 de septiembre, Perón. Walsh no era peronista, pero el disco abría con la canción «Venceremos», una canción por los derechos civiles de Estados Unidos que había sido popularizada por Joan Báez. El disco tenía todo tipo de canciones cercanas a los movimientos musicales latinoamericanos de ese entonces, como la nueva trova, el tropicalismo y la nueva canción.
La canción «Como la cigarra» no tuvo popularidad inmediata, y fue más conocida a través de una antología de 1976, titulada Cancionero contra el mal de ojo, y publicada por Editorial Sudamericana. Después de los periodos de violencia y cambios sociales, la canción fue reinterpretada con nuevos significados. Las estrofas "Tantas veces me borraron, tantas desaparecí, a mi propio entierro fui sola y llorando. Hice un nudo del pañuelo pero me olvidé después, que no era la única vez,  y seguí cantando" adquirieron otro sentido debido a los periodos más oscuros de Argentina en 1976.
La canción era interpretada en los cafés, pero fue prohibida en el periodo de la dictadura Militar argentina. En 1978, Mercedes Sosa graba una versión para el sello Polygram, acompañada con la orquesta de Oscar Cardozo Ocampo; esta fue incluida en su álbum Serenata para la tierra de uno, sin embargo, fue descartada debido a la censura. Debido a esto, Sosa volvió a grabar el álbum en México, con la canción incluida, esta vez junto a Colacho Brizuela en la guitarra. A partir de entonces, durante su época de exilio, Mercedes Sosa siguió interpretando dicha canción, la cual consideraba fundamental y por el sufrimiento que tuvo por no poder regresar a su país.
Una versión de Sosa, la que realizó en Lugano, Suiza, para un programa de televisión, se ha convertido en una de las versiones míticas de la canción. Ahí también la interpretó con acompañamiento de guitarra, a cargo de Colacho Brizuela.
Durante 1981, tras su diagnóstico de cáncer de hueso, Walsh retoma la canción, sobre todo con la estrofa "Cantando al sol como la cigarra, después de un año bajo la tierra, igual que sobreviviente, que vuelve de la guerra". Asimismo, Mercedes Sosa la incluye como pieza para su regreso a Argentina en 1982, y se convierte nuevamente en un himno del exilio y el reencontrase con el país de origen. Esta versión fue escuchada por León Gieco, y decide incluirla también en su repertorio; además con una versión emblemática en vivo, el 22 de mayo de 2010, junto a Gilberto Gil, celebrando el bicentenario de la independencia argentina, en el Obelisco de Buenos Aires.

## Letra y significado
La versión original, grabada en 1973, es simple, pues los arreglos hechos por Santiago Chouny tienen pocos adornos, y crean "un ambiente litoraleño más cercano a la guaranía." Posee una atmósfera bucólica y que rememora al otoño.
Aunque la canción central, «Como la cigarra», era de corte personal, pues Walsh la había escrito pensando en los altibajos que había vivido en su profesión de artista, también se convirtió en un himno de resistencia social y política.

## Versiones
La canción tiene múltiples versiones, aunque la más emblemática es la que realizó Mercedes Sosa. También ha sido interpretada por Sandro, Jairo, Cuarteto Zupay, Susana Rinaldi, Pedro Aznar, Soledad, Polaco Goyeneche, Ismael Serrano, entre otros más.
- María Elena Walsh, en el álbum Como La Cigarra (CBS), de 1973[4]
- Mercedes Sosa, en el álbum Serenata para la tierra de uno (Philips), de 1979[5]
- Cecilia Echenique, en el álbum En Silencio (CBS), de 1989[6]
- Cuarteto Zupay, en el álbum 20 grandes éxitos (Polygram), de 1993[7]
- Pedro Aznar, en el álbum Cantamos a María Elena Walsh (Sony Music), de 1997[8]
- María Dolores Pradera, en el álbum Mujer, de 2001.[9]
- Roberto Goyeneche, en el disco Gracias a la vida (Sony BMG Music Entertainment), de 2003.[10]
- Nación Ekeko y Mercedes Sosa, en el álbum QOMUNIDAD_ Nación Ekeko 2021.[11]